# Lance Davis
Lance Davis es un actor de cine, teatro y televisión estadounidense conocido por sus papeles en películas como Anna, Barton Fink y Showgirls, y en la serie de televisión Twin Peaks donde interpretó a Martin "Chet" Padley.
Davis nació en Media, Filadelfia, donde asistió a escuelas católicas. Su primer contacto con la actuación fue durante la secundaria, donde tomó un curso. Después de vivir un año en Francia, regresó para estudiar teatro. Ganó una beca para la Universidad de Minnesota, donde tuvo a Warren Frost como profesor. Permaneció cinco años en el Guthrie Theater de Minnesota estudiando teatro clásico antes de trasladarse a Nueva York, donde residiría durante doce años para volver a mudarse, esta vez a Los Ángeles. En el año 2000, fundó la compañía teatral Parson's Nose junto a su esposa, Mary Chalon.